# Xysticus lapidarius
Xysticus lapidarius là một loài nhện trong họ Thomisidae.
Loài này thuộc chi Xysticus. Xysticus lapidarius được miêu tả năm 1968 bởi Utochkin.